# تیپ ۴۰۱ ایکفوت هابارزل
تیپ ۴۰۱ ایکفوت هابارزل (عبری: עקבות הברזל‎) یا تیپ ایکفوت هابارزل تیپ زرهی نیروی زمینی اسرائیل و تحت امر سپاه زرهی اسرائیل و زیرمجموعه لشکر ۱۶۲ زرهی هاپلادا از فرماندهی جنوبی اسرائیل است، که در سال ۱۹۶۶ تأسیس شد.
تیپ ۴۰۱ یکی از جوان‌ترین تیپ‌های ارتش اسرائیل است. این تیپ در سال ۱۹۸۵ شکل فعلی خود را به خود گرفت. این تیپ در ابتدا از گردان‌های زرهی ۴۶ و ۱۹۵ و گردان‌های پیاده ۵۲ و ۳۴ تشکیل شده بود که به زرهی تبدیل شدند. گردان ۳۴ منحل و در سال ۱۹۸۸ به عنوان یک گردان ضد تانک دوباره تأسیس شد و بعداً به عنوان گردان پیاده مکانیزه ۹۴ «دوخیفات» نامگذاری شد. در سال ۲۰۰۲ به تیپ بازگردانده شد. تیپ ۴۰۱ ایکفوت هابارزل در سال ۲۰۰۵ به بخش منطقه‌ای یهودا و سامریه منتقل شد.